# Menkhauser Berg
Der Menkhauser Berg ist ein Berg in der Nähe der lippischen Stadt Oerlinghausen in Nordrhein-Westfalen. Durch den Berg verläuft der Tunnel Menkhauser Berg.

## Geographie
Der Menkhauser Berg liegt zwei km nördlich des Flugplatzes Oerlinghausen nahe der Bielefelder Stadtgrenze. Nördlich des Bergs liegt der Oerlinghauser Stadtkern. Im Osten befindet sich der Tönsberg (333 m), im Süden die Oerlinghauser Südstadt und die Senne, im Westen der Nachbargipfel Steinbült (261 m) und das Naturschutzgebiet Menkhauser Bachtal mit Schopketal.